# Coccineorchis bracteosa
Coccineorchis bracteosa là một loài thực vật có hoa trong họ Lan. Loài này được (Ames & C.Schweinf.) Garay mô tả khoa học đầu tiên năm 1980.